# Asota melanesiensis
Asota melanesiensis là một loài bướm đêm trong họ Erebidae.